# Д’Ормессон, Владимир
Владимир Лефевр д'Ормессон (фр. Wladimir Lefèvre d'Ormesson; 2 августа 1888, Санкт-Петербург — 15 сентября 1973, замок Ормессон (Ормессон-сюр-Марн) — французский дипломат, журналист и писатель.

## Биография
Сын дипломата Оливье д'Ормессона и Маргерит дю Брёй-Эльон де Лагероньер, брат дипломата Андре д'Ормессона и дядя писателя Жана д'Ормессона.
Первые двадцать лет жизни провел за границей (в России, Дании, Португалии, Греции и Бельгии), где служил его отец. Участвовал добровольцем в Первой мировой войне, был тяжело ранен в 1916 году во время боев в Альткирхском лесу в Эльзасе и упомянут в приказе по 157-й пехотной дивизии. После войны служил офицером для поручений при маршале Лиоте в Марокко.
Занявшись журналистикой, выбрал тему международных отношений. Писал для La Revue hebdomadaire, затем при поддержке Раймона Пуанкаре был принят в Le Temps, после работал в La Tribune de Genève. С 1934 года сотрудничал с Le Figaro, где вел внешнеполитическую рубрику, а затем писал передовицы. Одновременно публиковался в изданиях La Revue de Paris, La Revue des Deux Mondes, L’Europe nouvelle, La Revue de France, La Revue des vivants, Le Correspondant.
20 мая 1940 был направлен Полем Рейно послом в Ватикан, с задачей при помощи папы Пия XII убедить Бенито Муссолини отказаться от войны с Францией. Прибыл в Рим слишком поздно и в октябре того же года был отозван правительством Виши и исключен из дипломатического штата. Перебрался в Лион, где продолжал сотрудничество с Le Figaro. Некоторое время находился под арестом, после чего перешел на нелегальное положение.
В мае 1945 был назначен генералом де Голлем послом в Аргентину, где пробыл следующие три года. В ноябре 1946 в Сантьяго представлял Францию на церемонии вступления в должность чилийского президента Габриеля Гонсалеса Виделы. В 1948—1956 годах снова был французским послом в Ватикане.
3 мая 1956 был избран в члены Французской академии, победив Робера Кемпа 19-ю голосами против 13-ти. 21 марта 1957 был принят в состав академии Даниелем-Ропсом.
Вернувшийся к власти де Голль назначил д'Ормессона президентом Французской службы радио и телевидения (ORTF), отдав ему предпочтение перед Франсуа Мориаком.

## Семья
Жена (17.05.1913): Консепсьон Гуадалупе Роса Исабель Эсперанса де Мало-и-Сайяс-Басан (13.02.1888—2.04.1966), дочь Сальвадора де Мало-и-Вальдивьельсо и Росы де Сайяс-Басан-и-Идальго
Дети:
- Франсуаза де Поль Роза Маргерит Мари-Тереза (30.05.1914—24.07.2004). Муж (2.01.1938): Лудовико Армандо Риттер фон Захоньи (1906—1997)
- Анн Маргерит Роза Изё Франсуаза де Поль Мари Женевьева (30.07.1915—21.01.2008). Муж 1) (28.07.1934): Шарль Луи Артюр Жан Анж Мелькиор де Вогюэ (1914—1940); 2) (2.08.1945): Пьер де Шевинье (1909—2004)
- Розелин Франсуаза-де-Поль Мари Иоланда (р. 24.03.1917). Муж (19.12.1944): Пьер Мари Эмиль Рене де Бремон д'Арс (1914—2011)
- Оливье Мари Франсуа-де-Поль Андре (5.08.1918—24.10.2012). Жена (11.07.1942): Клод де Сюрьян-Бра (7.03.1919—25.03.2010), дочь Гюстава де Сюрьяна-Бра и Винифред Вудвард
- Андре Франсуа-де-Поль Мари Шарль. Жена: Антонелла Роза Фельтринелли, дочь банкира Карло Фельтринелли и Джаннализы Дженцианы
- Антуан Мари Владимир Франсуа-де-Поль. Жена: Мария-Дель-Росарио Франсеска-Де-Салес дель Кастильо, дочь испанского посла Франсеско дель Кастильо и Амелии де Гобарт

## Сочинения
- Фонтаны (Les Jets d'eau) (поэма, 1913)
- Предисловие к жизни (La Préface d'une vie), 1919
- Наши центральноевропейские иллюзии (Nos illusions sur l'Europe centrale), 1922
- В европейской ночи (Dans la nuit européenne), 1923
- Результаты политики в Руре (Les Résultats de la politique de la Ruhr), 1924
- Вчерашние и сегодняшние портреты (Portraits d’hier et d’aujourd’hui), 1927
- Первая французская миссия в Соединенных Штатах (La Première Mission de la France aux États-Unis), 1928
- Доверие к Германии? (La Confiance de l’Allemagne ?), 1929
- Дипломатическое детство, воспоминания (Enfances diplomatique, souvenirs), 1931
- Большой мировой кризис 1857 года (La Grande Crise mondiale de 1857), 1932
- Германская революция (La Révolution allemande), 1934
- Кто такой француз? Эссе о политической психологии: Клемансо, Пуанкаре, Бриан (Qu’est-ce qu’un Français ? : Essai de psychologie politique: Clemenceau, Poincaré, Briand), 1934
- Европа с высоты птичьего полета (Vue cavalière de l’Europe), 1936
- Вечная Немецкая проблема (L’Éternel Problème allemand), 1945
- Вечный город (La Ville éternelle), 1956
- Миссия в Риме (Mission à Rome), 1957
- Город и поля (La Ville et les Champs), 1958
- Подлинная откровенность (Les Vraies Confidences), 1962
- Рядом с Лиоте (Auprès de Lyautey), 1963
- Значение де Голля (Présence du Général de Gaulle), 1971
- Речи (Les Propos), 1973

## Награды
- Большой крест ордена Почетного легиона
- Большой крест национального ордена Заслуг
- Военный крест 1914—1918
- Большой крест ордена Возрождения Польши
- Большой крест ливанского национального ордена Кедра
- Большой крест чилийского ордена Заслуг
- Большой крест ордена Пия IX
- Большой крест Мальтийского ордена